# 鸦胆亭
鸦胆亭（英語：Bruceantin或Bruceantine），又称鸦胆丁，埃鸦胆子苦素，1973年首次从止痢鸦胆子（Brucea antidysenterica）中分离出的一种苦木素降三萜类化合物，存在于鸦胆子等植物。
自鸦胆亭被发现后，其抗肿瘤活性引起人们关注。其通过抑制肽基转移酶的延长反应，使蛋白质和DNA合成减少来实现化疗效果。此外鸦胆亭也展示出抗菌、抗原虫和抗疟疾活性。
鸦胆亭的转移性乳腺癌和恶性黑素瘤I、II期临床试验已经开展，但实验中未观察到肿瘤消退使鸦胆亭的药物开发被终止。